# Riviergrondels
Riviergrondels (Rhyacichthyidae) zijn een familie van straalvinnige vissen uit de orde van Baarsachtigen (Perciformes).

## Geslachten
- Rhyacichthys Boulenger, 1901
- Protogobius